# Goniothalamus obtusifolius
Goniothalamus obtusifolius este o specie de plante din genul Goniothalamus, familia Annonaceae, descrisă de Elmer Drew Merrill. Conform Catalogue of Life specia Goniothalamus obtusifolius nu are subspecii cunoscute.